# Sputnik

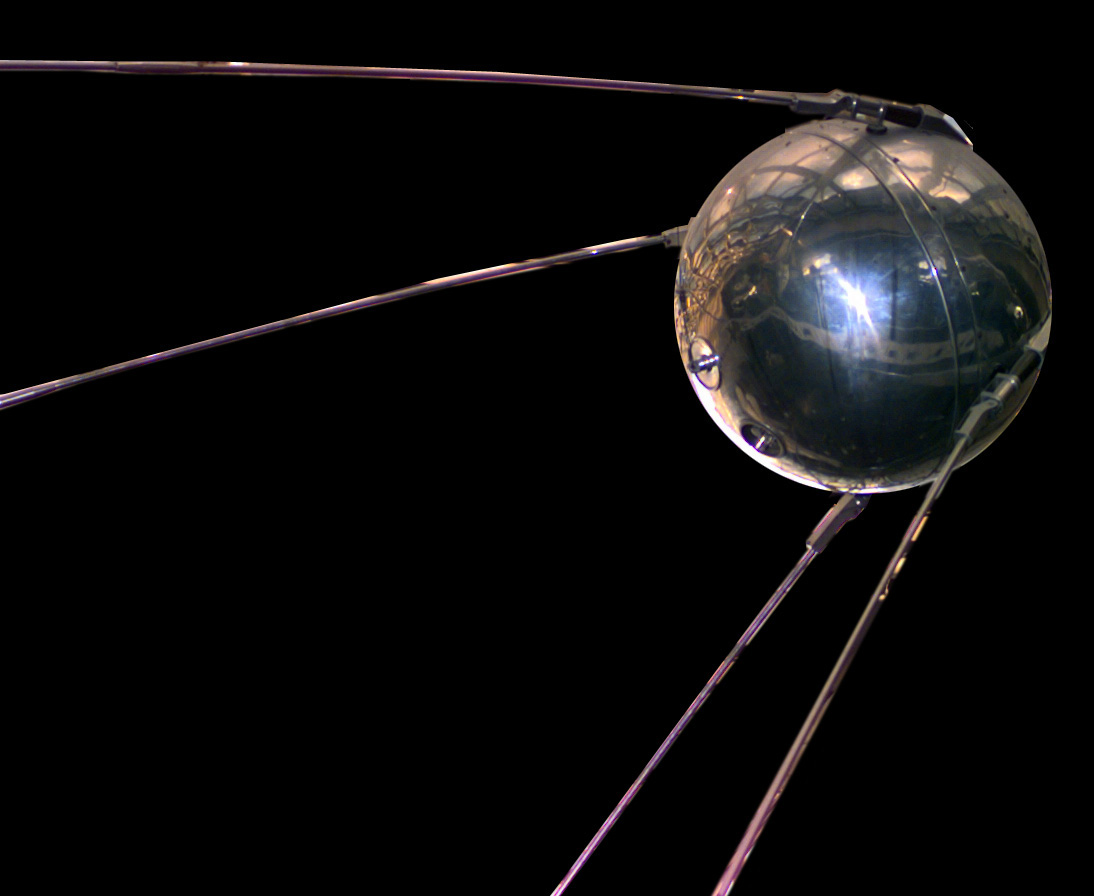
Sputnik 1

Programul Sputnik a fost o serie de misiuni spațiale fără oameni la bord lansate de Uniunea Sovietică la sfârșitul deceniului al șaselea al secolului trecut având ca scop demonstrarea viabilității sateliților artificiali. 
Numele „Sputnik” („Спутник”) înseamnă în limba rusă chiar „satelit” sau „tovarăș de călătorie”. 
Sputnik 1, primul satelit artificial din lume , a fost lansat pe 4 octombrie 1957. 
Sputnik 2 a fost lansat pe 3 noiembrie 1957 și a avut la bord prima ființă vie, cățelușa Laika. Din păcate, misiunea nu a prevăzut și întoarcerea în siguranță a capsulei spațiale și a pasagerului, ceea ce a făcut ca Laika să fie prima victimă a cursei pentru cucerirea spațiului cosmic. 
Prima încercare de lansare a satelitului Sputnik 3 din 3 februarie 1958 a eșuat, dar a doua încercare din 15 mai a fost făcută cu succes și a dus în spațiu o mulțime de aparate pentru cercetări geofizice. Magnetofonul folosit la bord s-a defectat, făcând imposibilă înregistrarea rezultatelor datelor despre centurile de radiații Van Allen.
Sputnik 4 a fost lansat pe orbită doi ani mai târziu, pe 15 mai 1960.
Sputnik 5 a fost lansat pe orbită pe 19 august 1960 având la bord câinii Belka și Strelka, 40 șoareci, 2 șobolani și numeroase plante. Capsula spațială s-a întors pe pământ a doua zi, toate animalele fiind recuperate vii și sănătoase. 
Toți sateliții Sputnik au fost plasați pe orbită cu ajutorul rachetelor de tip R-7, care fuseseră proiectate inițial pentru transportarea la țintă a focoaselor nucleare. 
Lansarea surprinzătoare a satelitului Sputnik 1, coraborată cu eșecul primelor două tentative americane în domeniul lansării de sateliți artificiali, a șocat Statele Unite ale Americii. Americanii s-au mobilizat și au început un program vast în domeniul spațial: lansarea sateliților Explorer I, SCORE și Courier 1B. Lansarea satelitului Sputnik i-a făcut pe americani să creeze NASA și să mărească cheltuielile guvernamentale în domeniile cercetării științifice și învățământului. 
- Sputnik 1

Format:Vezi subarticol